# Imma hoenei
Imma hoenei är en fjärilsart som beskrevs av Caradja 1938. Imma hoenei ingår i släktet Imma och familjen Immidae. Inga underarter finns listade i Catalogue of Life.